# コロッケ (タレント)
コロッケ（1960年〈昭和35年〉3月13日 - ）は日本のお笑いタレント、ものまねタレント、歌手、コメディアン、俳優。株式会社コロコロコロ所属。熊本県熊本市南区出身。熊本第一工業高等学校（現在の開新高等学校）卒業。東京都在住。本名は瀧川 広志（たきがわ ひろし）。
ものまねのネタ数は約500人。事前に許可を求めるとできなくなる場合もあるという理由で、ほぼすべて本人の許可なく披露している。

## 来歴

### デビューまで
- ものまねを始めたきっかけとして、本人は「憧れていたスターみたいになりたいという気持ち」[4]、姉やピーターの影響を挙げている。コロッケがまだ学生だった頃、テレビのものまね番組などで、ピーターがちあきなおみなどのまねを披露していたことが後のコロッケに大きな影響を与えており、ピーターとは現在も親交が深い。他にコロッケ本人が元々、音楽好きだったこともきっかけの1つとなっている[5]。
- 当初はショーパブやゲイバーなどを中心に活動[6]。熊本での素人時代、あまりの面白さに「瀧ちゃんよか！」と繁華街から声援が飛ぶ程の人気ぶりだった。このとき、一度知人の伝で上京、あるラジオ局でモノマネを披露する機会に恵まれる。このときに立ち会っていたのはタモリ・赤塚不二夫・所ジョージという面々であった。披露後、所ジョージから「君のモノマネは似ているけど面白くない」という痛烈なダメ出しを喰らい[7]、熊本に戻ったのちに一念発起し、「ビジュアルモノマネ」を誕生させることとなる。
- その後再び上京し、日本テレビの『お笑いスター誕生!!』に金色のメタリック素材パンツに婦人用ロングブーツ、カールしたロングヘアーで化粧をして出演。ちあきなおみ、桜田淳子、松田聖子などの形態模写で一躍人気芸人となり[8]。グランプリ獲得はならなかったが6週勝ち抜きで銀賞獲得、以後テレビなどでも活躍するようになる[9]。『お笑いスター誕生!!』出演当時は、おねえ風の外見や芸風もあって本物のゲイと誤解され（女装した「ソフトゲイ」[注 1]と思われたとコロッケ自身も「徹子の部屋」などで語っている）、楽屋で他の出演者が寄り付かないため、コロッケの周りには空間ができていた[注 2]。

### 『ものまね四天王』でブレイク
- 1985年、フジテレビ『ものまね王座決定戦』の出演で一躍人気芸人となり、ものまねタレントの代名詞的存在となる。ものまね四天王の一人としてフジテレビの『ものまね珍坊』にレギュラー出演。また、TBSで放送された自身の冠番組『そんなコロッケな!?』と『コロッケ!!噂の芸能界』も持つようになった。
- しかし、フジテレビの同番組プロデューサー・木村忠寛との対立や事務所独立を巡る軋轢などから、1992年3月31日放送の『第11回爆笑!スターものまね王座決定戦スペシャル』を最後に、1993年に日本テレビ『史上最高そっくり大賞』（後の『ものまねバトル』）へ移ることになった（同じく『ものまね王座決定戦』のレギュラー出演者だった岩本恭生や篠塚満由美、さらに司会の研ナオコまでも日本テレビに移動した）。木村との対立が原因で『ものまね王座決定戦』だけではなく、フジテレビ系全ての番組にしばらく出演しなくなった。
- 仕事がなくなった時に、志村けんから声がかかり、『志村けんのだいじょうぶだぁ』に出演したおかげで、再び少しずつ仕事をもらえるようになった、と語っている[10][注 3]。
  - グッチ裕三は、コロッケがフジに出なくなった理由を尋ねられると、「言えねー！」とコメントしていた。ただし、その後も映像はフジテレビで使われており、且つ2010年頃から『HEY!HEY!HEY! MUSIC CHAMP』に頻繁に出演し、そこでモノマネを披露することが多かった。同年6月14日放送分では、芸能生活30周年と題して、松山千春の「長い夜」を往年のパフォーマンスを交えながら熱唱した。また対立していた木村とは、『ものまね四天王 オリジナルムービー ひょうたん』の特典映像で四天王と共演している。
  - コロッケは『ものまね王座決定戦』を降板した当時の心境をこう振り返っている。「自分のパフォーマンスができないという、いら立ちもあった。当時、出演者1人に与えられていた時間は、わずか1分半。僕のダンスとか取り入れたネタは、4〜5分かかり、どうやっても収まらない。しかも、出番1回で1人のものまねしかダメとなると、身動きがとれません」、「本番になった途端、3人も4人もネタを入れたりして。すると、番組スタッフの方から、凄い怒鳴られまくって…」、「やりたいようにできなくても、我慢していれば、とりあえず生活は安泰だろう。しかし、このままぬるま湯につかっていたら、もう冷めるしかない。だったら、自分で湯を沸かせるところを探すべきじゃないか。もう一度、熱い湯に入るには、一度、このぬるま湯を出るしかない。僕は頑固な方で、一回こうだと思ってしまうと、もう同じ気持ちではできないんです」[11]。

### その後

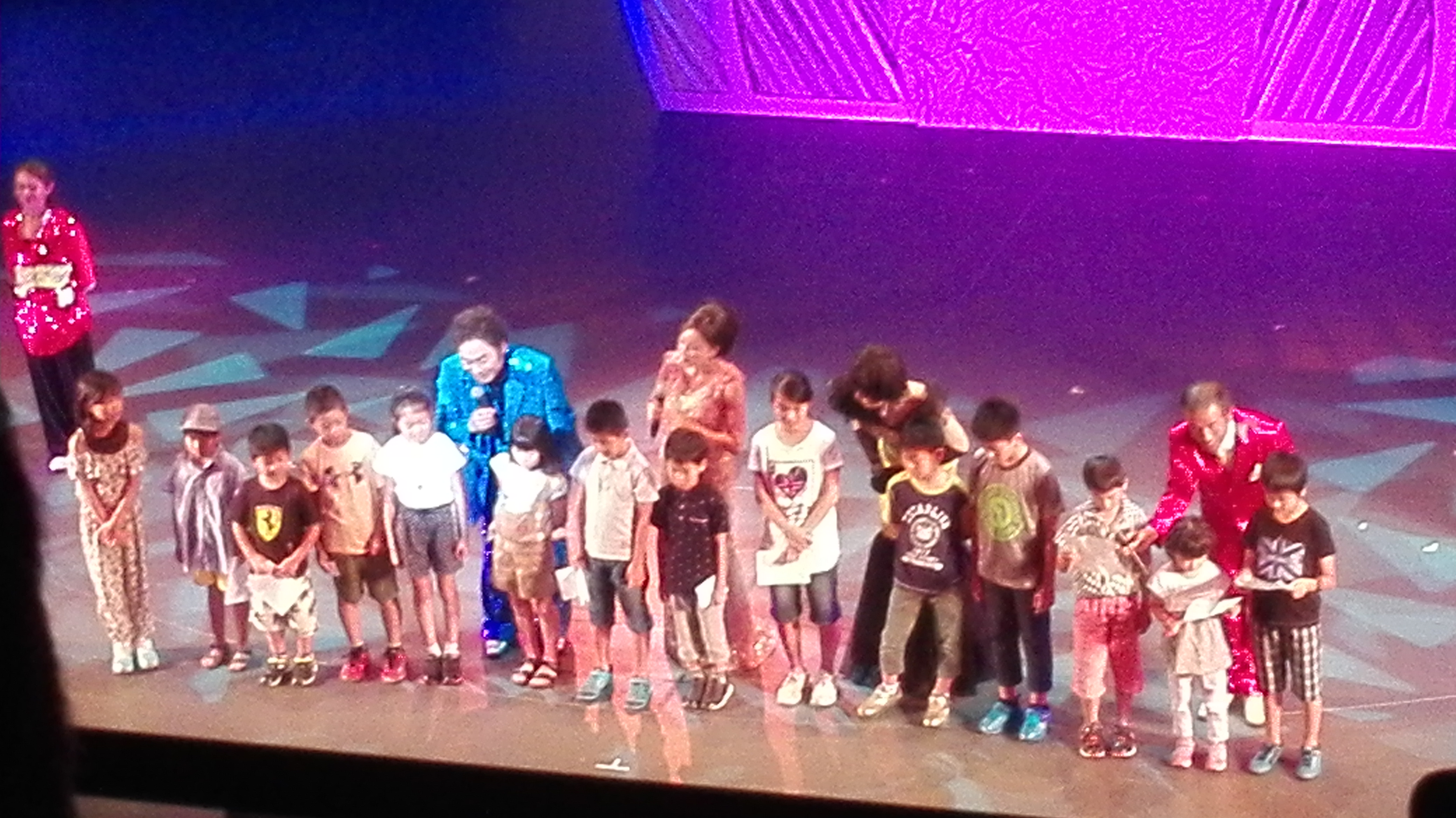
新歌舞伎座での座長公演に出演したコロッケ（後列左側、2018年9月）

- 1980年代後半、美川憲一のものまねで注目を浴びる。美川は1970年代後半以後から人気が低迷し、1982年に大麻取締法違反で逮捕されてからは表舞台から消えていたが、1989年の『新春特番！オールスター爆笑ものまね紅白歌合戦』に本人として登場したことから人気が復活。以来、コロッケを「芸能界に帰してくれた恩人」として感謝しており、再び売れっ子となった現在でも芸能界の後輩としてかわいがっている。また1991年、NHK『第42回NHK紅白歌合戦』に美川が復活出場した際にもコロッケはものまねで登場し、一緒に「さそり座の女」を歌った。なお、コロッケが美川の物真似をし始めたのは、美川自身が無名時代のコロッケに自分をものまねのレパートリーに入れて欲しいと依頼をしたのがキッカケである。なお、コロッケのステージ衣装が小汚い貧相な服だったため、「お客様は高いお金払って来てるんだからちゃんとした服着なさい」と自身のステージ衣装を贈っている他、お互いのディナーショーやワンマンライブなどでの共演も多い。
- 2005年、スティーヴン・セガール主演の映画『イントゥ・ザ・サン』で、ナイトクラブのコメディアン役でハリウッド映画初出演。
- 2009年7月29日の舞台座長公演の記者会見で、中学生のころから真珠腫性中耳炎による聴力障害で右耳の聴力をほぼ失っていることを告白。元は7歳の頃にプールで耳に水が入り中耳炎になったことが原因である。当時病院で治療したが、数年後に再発した際、母子家庭で生活が厳しかったため母に言い出せずにそのまま放置、さらに膿んでしまって耳から悪臭が漂い、学校でいじめに遭うが、母に迷惑を掛けまいと黙っていた。だが14歳の時に耳に激痛が走り、聴力を失うに至ってしまった。会見では「この障害で骨伝導で音を聴くようになったことが逆に音に対する感覚に敏感となり、現在の芸風確立につながっている。またこれが芸人を目指すきっかけとなった」と語っている[12]。2025年8月17日放送の『情熱大陸』でも右耳の聴力について語っている[13]。
- 2010年の芸能生活30周年記念イベントでは、武田鉄矢、五木ひろし、北島三郎など、モノマネレパートリーの本人がゲスト出演を果たした。これは当人も知らされていなかったという。
- 他歌手の声帯模写ではなく、自身の歌い方による歌手活動も行っている。
- 2016年11月より2017年3月まで、熊本市電の車内放送をモノマネで行っていた[14]（一部の停留所のみ）。
- 現在は熊本都市バスの熊本城周遊バス「しろめぐりん」の一部停留所でものまねアナウンスがある[15]
- コロッケ専門店「コロッケのころっ家」をプロデュース[16]。
- 2023年6月、出身地熊本の食材を使った創作料理店「pentolaC」を麻布十番にオープン。コース料理とそれにペアリングした洋酒を提供する。[17]。

## 芸名の由来
自身が出演した2005年7月放送の『グレートマザー物語』（テレビ朝日）によると、1979年に上京して東京のショーパブで形態模写をしていたが、「ロッキー」のあだ名で知られた経営者と同じアフロヘアーのスタイルで、風貌が似ていたことから「小（こ）ロッキー」というあだ名が付いた。そこから「コロッケ」という芸名が付いたとされる。

## ものまね芸
- 池畑慎之介と姉の影響でものまねを始めた。姉もケロッケの芸名で活動している。
- 昔、形態模写の特訓のため、半分にした割り箸を口に入れて、顔面を矯正するという一見すると無謀とも思えることを行っていた。しかし、これが形態模写に発揮され、現在では「顔面ブレイクダンス」といった芸に生かされることとなっている。
- 一般的に言われる「ものまね」ではなく、模写する人物の中でも、コロッケ自身が特徴的だと思いこんだ一部分を強調したものまねを披露する。極端なデフォルメ（誇張ものまね）のあまり、本人とは全くの別物になってしまうことが多く、なぜああいう風になったのか説明できないという。
- その代表的なものが、
  - 「ヴェ〜！」と吼えながら頭を開く森進一
  - ロボットのような動作をする五木ひろし（顔を変える動作の途中で間違えて志村けんになるというパターンもある）
  - 歌う途中で、バタンと床に倒れる細川たかし
  - 目を大きく見開きながら歌うちあきなおみ
  - 口が半開きで目が泳ぎ、極端に歩幅が短く、鼻くそをほじって食べる野口五郎
  - 顎を突き出し、目を真上に向け、笑いながら歌う岩崎宏美
  - 右の口角を上げ、「アァン！」と変な声を入れる美川憲一
  - 目を閉じ、まぶたに目を描いた状態で、舌をベロベロと出しながら、語尾を「り」にして歌う八代亜紀
  - 脳天気で音程と滑舌が悪く、大股で動きながらマイクの向きが上を向いていて、「ウォ〜！」と雄叫びをあげ、掛け算を間違える田原俊彦
  - 歌の途中で「アッ！」や、「ウワッ！」等の声を入れる近藤真彦
  - 「プゥ〜！」と言いながら口の周りでマイクを回す、髪ありからだんだん頭が禿げてくる松山千春
  - 歌の途中で、「アウッ！」や「ペ〜！」と言う長渕剛
  - ブルドッグのようにしかめっ面の吉幾三
  - 頭が重い島倉千代子
  - 「ンモゥォォォォォォウ」と牛のように鳴いたり走り回る瀬川瑛子
  - マイクを口元から大きくずらしながら歌うピーター
  - 歌いながら語尾の延長で「アァァァァ〜！」と叫ぶ中森明菜
  - 顔が崩れた工藤静香
  - 流動体のように床に寝ながら歌う河村隆一
  - 不気味な笑いで、吐息がオーバーな玉置浩二
  - ハエを目で追いかけて素手で捕まえるように歌う堀内孝雄（その捕まえたハエを食べるというパターンもある）
  - やたら動きながら大げさな訛りで、歌の伸ばし方と区切りが不自然な千昌夫
  - 歌う途中で鼻を鳴らす北島三郎

などである。本人によれば映画を見るなどしているうちにインスパイアされるらしく、「頭を開く森進一」は『ジュラシックパーク』を見ているときに頭の中を森が横切って完成したという。五木に関しては『ロボコップ』を見て思いつき、それがいわゆる「五木ロボ」へと変わった。
- 田原俊彦の「抱きしめてTONIGHT」では、「悩み事は何にも無い！」という替え歌にすることが多い。
- その他、誰かと誰かを組み合わせた「合体ものまね」（沢田研二と志村けんを組み合わせた「沢田けん」、北島三郎と野口五郎を組み合わせた「北島五郎」、GLAYと岩崎宏美を組み合わせた「岩崎テル」、森進一と武田鉄矢を組み合わせた「森鉄矢」、ちあきなおみと田村正和を組み合わせた「ちあき正和」など）や、観客に「やってほしいものまね」のアンケートを取る「即興ものまね」、5倍速の速さで顔の動きを表現する「早送りバージョン」なども得意としている。さらに派生させたものではさながらビデオテープのように早送り・巻き戻し・コマ送りなどを行うものもある。
- 日本テレビ系『人生が変わる1分間の深イイ話』に出演した際、ものまねをするのは「自分が好きな人だけ」と話した。
- 努力家としても知られる。「フラフープが上手な淡谷のり子」というネタでは、三日三晩フラフープを練習したというエピソードがある。また、松山千春のものまねをするタレントは多いが、松山と同じキーで歌真似が出来るタレントというのは殆どいない[注 4]。コロッケはボイストレーニングを積むことで同じキーで歌えるようになり、本人からもお墨付きを貰った。
- 研究熱心であり、同じ低音でも美川憲一の低音とピーターの低音は全然違うと言い、美川の低音（圧力釜みたいな声）とピーターの低音（井戸の底から聞こえてくるような声）を足して2で割るとフランク永井の声になるという成果を発表している。また「徹子の部屋」出演時、ジャイアント馬場のくぐもった低い声を高くしていくと淡谷のり子の声になる、という例を実演したこともある。また、武田鉄矢も20代から50代に至るまでの間に声のトーンが変わっていることを割り出している。
- 野口五郎本人の前でモノマネを披露したところ、野口本人に「大事な曲なんだよ！」と怒られ、以後お歳暮を毎年野口に贈っているらしい。最近では「まだ野口さんとは連絡が付かない」と発言している。だが、実際には何度もものまね番組などで野口と共演しており、関係は良好である。また、「私鉄沿線」を作曲した佐藤寛からもクレームがきたという[18]。
  - 2015年2月に放送された「水トク!・極楽加藤のお節介な旅」の企画で行われた「コロッケ無許可ものまね謝罪の旅」でもターゲットとして野口が登場したが、登場直後からコロッケは委縮しており、そこへさらに野口が追い打ちを掛けてその状況を楽しむという有様だった。また前出のお歳暮の話も上がり、野口によれば贈られてくるのは「すごくお粗末な、別にどうでもいいようなもの」（具体例として、1000円相当の韓国のり）だといい、贈る相手も野口だけではなく自身がモノマネしているすべての芸能人が対象であることを明かした。
  - しかし同時に野口は、自身が2010年頃に40周年記念ライブにてこれまでリリースしたすべてのシングル曲を1週間の公演期間一杯掛けて歌う企画を行った際にコロッケが観覧に訪れ、それに感動したコロッケが公演終了後の楽屋に野口を訪ねて「僕は五郎さんのことを何も知りませんでした。もう二度と五郎さんのマネはできません」と床にひれ伏して大泣きで謝罪。それを見た野口がコロッケの肩を抱いて「そんなこと言うなよ」「僕のモノマネやって良いんだよ、やれよ！」と必死で宥めた、というエピソードを明かした。また野口はコロッケが出演するモノマネ番組を必ず観るほどのファンであったがそれ以来5年間TVではコロッケはずっと野口のモノマネをしていなかった[注 5]といい、その男気と純粋さはきちんと認めていた[19]。
また野口は自身が芸能生活45周年を迎えるにあたっての記念に（リップサービスであった可能性はあるにせよ）「どこかにコッソリ隠れて、（二人で）僕たちらしくやりませんか？」とコロッケに持ち掛け、加藤浩次の「二人で鼻ほじる可能性もあるんですか？」との問いに「ありますね！」と即答するなど、本質的にはコロッケの芸を毛嫌いしているわけではないことも窺わせている。
- 1980年代、岩崎宏美のものまねを毎回「シンデレラ・ハネムーン」に乗せて歌っていたが、その影響として岩崎がコンサートで同曲を歌おうとしてイントロが流れ出すと観客がうつむいて笑ったり客席から笑い声が漏れてくるようになり、「あの曲はコロッケにあげた」と一時期封印するとともに、意識的にあごを引いて歌うようになった。宏美はその顔真似について後日「どうすればああいう顔になるの？」とコロッケに聞いたところ、「アントニオ猪木が笑ったイメージ」と表現され、大きな衝撃をうけたという[19]。
  - 岩崎良美には、TBSの玄関先で宏美の顔真似をしながら練習をしていたところを偶然に見つかり、コロッケへつかつかと近寄って「お姉ちゃんはそんな顔してないもん！」と良美に怒鳴られた事があった。しかし数年後、とあるバラエティ番組で岩崎姉妹が一緒に、コロッケの「シンデレラ・ハネムーン」のものまねを間近で見た良美は「でもなんか似ていますよね…」と笑うと、宏美は吃驚した表情をみせている[19]。
  - また、かつてコロッケが六本木で飲食店を経営していた際に、その店の看板が破壊されるという事件が起こった際、宏美と野口五郎の二人が破壊していたという噂が六本木界隈で流れたという。但し宏美本人は「もし本当に腹が立って壊したいと思ったら他人を利用しますよ」と苦笑いしていた[19]。
  - 現在の宏美はコロッケに対して「私の物真似は今も正直嫌で酷いけど（笑）、一時期『岩崎宏美』を休憩していた間[注 6]にも、（モノマネで）若い世代達にも私の名前を繋げてくれた恩人。それには感謝していますし、今後も頑張って欲しいです」との旨を明かしている[3]。
- 1980年代後半からの四天王ブーム期では、千昌夫のネタを十八番としていた。千とジョーン・シェパードとの悲惨な結婚生活ネタ、金髪ネタ、「おら金持ってんどー」に代表されるビル所有ネタなど、ほぼ漫談と化していた。ただし声帯模写も若かりしころの千に酷似している。また、額につけるホクロは、我修院達也が伝授したものである。現在、千本人はレーザー手術によりホクロは除去済だが、コロッケはホクロがあった時の千を今でもネタにしている。
- ものまねで芸能関係者からのクレームをたびたび受けていたが、北島三郎が物真似の芸を認めてからは、他の芸能人からのクレームが来なくなったという[20]。
- ライブでは藤沢一賀が司会を務め、主に音楽家・門司肇とタッグを組んでいる。
- 映画などに用いられているモーフィングを摸して自身の表情を次々に変化させ、複数の有名人のモノマネをすることができる（2008年9月16日放送の『森田一義アワー 笑っていいとも!』のテレフォンショッキングより[信頼性要検証]）。これを使い、SMAPの「世界に一つだけの花」を口パク＝エアボーカルしながら次々に表情を変える「ものまね33面相」を得意とする。最後には、同曲のメロディにのせて、高速で一気に33人連続で顔を変える。（46面相バージョンもあるが、こちらは少し違い、1つの歌を歌いながら次々に変えていくものではなく、その人の歌を少しずつ歌いながら、順番にモノマネしていくものだった。ただし、最後の46人連続モノマネは、「世界に一つだけの花」のメロディにのせて行った）
- このように進化し続ける「芸の深さ」は、同業者でも恐れ入る部分が多いという。ものまねバトルで審査員を務める平尾昌晃は、番組内でコロッケのものまねに対して「これはもう一つの芸術だね」とまで言い切っている。
- 長年、モノマネを「する側」として活動してきたがコージー冨田に「色々なモノマネをするコロッケのモノマネ」を目の前でされた時には「（モノマネをされる本人は）こういう気持ちなんでしょうねえ」と苦笑していた。
- 松本人志は、「どんぐりころころ」を歌う長渕剛のネタが大好きで、披露した際には松本や浜田雅功に「はい（長渕に）怒られた」と言いながら爆笑され、さらには松本に「絶対年末の笑ってはいけない（のオファーが）来たら断って下さいね！」と言われた[21]。しかし、2010年放送の『絶対に笑ってはいけないスパイ24時』に多重人格の囚人の役割で出演。
- ご本人の特徴を大袈裟に掴んだものまね芸で知られているがディープピープルの対談で「ビデオを見て研究した事はない。」と話している。

## ものまねレパートリー
- 秋川雅史
- アグネス・チャン
- 浅田美代子
- ATSUSHI
- 淡谷のり子
- アントニオ猪木
- あいざき進也
- 青江三奈
- 青山テルマ
- 渥美清
- 阿部寛
- 石原裕次郎
- 市原悦子
- 五木ひろし
- 井上陽水
- 岩崎宏美
- 池畑慎之介
- 石井竜也
- 石橋貴明
- いかりや長介
- 五輪真弓
- 伊藤咲子
- 忌野清志郎
- ISSA
- 稲葉浩志
- E-girls
- えなりかずき
- 大友康平
- 大島優子
- 大野智
- 大森元貴
- 岡崎体育
- 岡本太郎
- 沖田浩之
- 尾崎紀世彦
- 尾崎豊
- 河村隆一
- GACKT
- 金井克子
- かまやつひろし
- カルロス・トシキ
- 北島三郎
- 菊池桃子
- きゃりーぱみゅぱみゅ
- 工藤静香
- GReeeeN
- 桑田佳祐
- 桑名正博
- 欅坂46
- 研ナオコ
- 郷ひろみ
- 小林旭
- 小籔千豊
- 近藤正臣
- 近藤真彦
- 小泉今日子
- 西郷輝彦
- 西城秀樹
- 坂本冬美
- 桜田淳子
- さだまさし
- 沢田研二
- 三代目J Soul Brothers
- 坂本九
- 桜井和寿
- ザ・フォーク・クルセダーズ
- 三條正人
- シブがき隊
- 島倉千代子
- 志村けん
- 子門真人
- 城みちる
- ジャイアント馬場
- JUJU
- 城島茂
- 湘南乃風
- 水前寺清子
- 鈴木雅之
- 瀬川瑛子
- 世良公則
- 千昌夫
- DAIGO
- TAKAHIRO
- 武田鉄矢
- 田中邦衛
- 谷村新司
- 田原俊彦
- 玉置浩二
- 田村正和
- 丹波哲郎
- 高倉健
- 滝沢秀明
- ダウン・タウン・ブギウギ・バンド
- ちあきなおみ
- 千原ジュニア
- チャン・ドンゴン
- つんく♂︎
- 鶴田浩二
- ティラノサウルス
- 出川哲朗
- TERU
- 東方神起
- 常田富士男
- 徳永英明
- 所ジョージ
- Toshl
- 鳥羽一郎
- ドナルドダック
- となりのトトロ
- 中居正広
- 中島美嘉
- 長渕剛
- 中森明菜
- 中村雅俊
- 長嶋茂雄
- 中尾彬
- 西田敏行
- 野口五郎
- 野村義男
- 乃木坂46
- 橋幸夫
- hyde
- 浜崎あゆみ
- 林家三平
- Perfume
- 浜田雅功
- HIKAKIN
- 平井堅
- 平野紫耀
- ヒロミ
- 福山雅治
- 藤井フミヤ
- フットボールアワー
- 舟木一夫
- フランク永井
- ブルース・リー
- 細川たかし
- 堀内孝雄
- 前川清
- マイケル・ジャクソン
- 松田聖子
- 松山千春
- 松浦亜弥
- 松平健
- 前田吟
- マツコ・デラックス
- 美川憲一
- 美空ひばり
- 都はるみ
- 宮路オサム
- 三波春夫
- 水谷豊
- 南こうせつ
- 美輪明宏
- ミッツ・マングローブ
- 村田英雄
- 村野武範
- 米良美一
- 森進一
- 森山直太朗
- 森山良子
- 森昌子
- もんたよしのり
- 森本英世
- 森繁久彌
- 山本譲二
- 八代亜紀
- 薬師丸ひろ子
- 山下達郎
- 山口百恵
- 山川豊
- YOU
- 吉幾三
- 米津玄師
- Ryu
- ロス・プリモス
- 和田アキ子
- 渡哲也ほか多数

## その他
- 一つ違いの実姉も、ケロッケ（本名：緒方奈帆子）という芸名でものまねタレントとして活動している。秋川雅史のものまねが上手く、コロッケも認めるほどである。ケロッケの名前の由来は、コロッケの1歳年上の姉であり、カキクケコの順では「ケ」が「コ」の1つ前であるから。
- 家訓は、祖母から贈られた言葉「あおいくま」（あせるな、おこるな、いばるな、くさるな、まけるなの頭文字を合わせたもの）。この「あおいくま」を使った、タオルなどの公式グッズを販売している。
- 愛娘（長女）はインディーズレーベルでMADOKAとして活躍中である[22]。
- 次男の歩（あゆみ）は佐渡ヶ嶽部屋所属の大相撲力士、琴滝川歩。多摩大目黒高では部活動ではなく大田区相撲連盟に所属し、大会などに出場した。相撲の得意技はがぶり寄り。兄弟子の大関琴奨菊が目標で「大関を近くで見て『ものまね』から」と話した。2014年3月場所の前相撲でデビュー[23]し、7月場所には序二段に昇進。しかし程無くして172cmの小兵であることを理由に師匠の佐渡ヶ嶽から突き押しへの転換を命じられた[24]。2015年1月場所で大瀬海（阿武松部屋）を破った際、右肩を脱臼。3月場所も全休し、4月23日に引退が受理された[25]。
- 2018年に次女の滝川光が女優デビューした[26]。
- 元バックダンサー兼弟子にマイコーりょうがいる。
- 震災直後から被災地を慰問。支援物資を届け、モノマネショーを見てもらいながら触れ合うことで、笑うことを忘れていた被災者を笑わせ勇気づけた[27]。2012年5月1日、日本財団により、伊勢谷友介、EXILE、加藤登紀子、小林幸子、コロッケ、坂本龍一、サンドウィッチマン、杉良太郎、伍代夏子、中村雅俊、はるな愛が、「被災地で活動した芸能人ベストサポート」に選出され、表彰されている[28]。
- 営業活動が盛んなため、全都道府県への訪問経験がある。
- 2014年2月、祖父が運営していたパン屋「滝川パン」を自身の手で復活させた。2016年4月14日の熊本地震発生後、この店のパンで支援活動を行う[29][30]。
- 2016年1月、プロデュースしたショーレストラン「CROKET MIMIC TOKYO（コロッケ・ミミックトーキョー）」が東京・麻布十番にオープン[31]。2019年6月に六本木に移転。[32]
- 美川憲一とは頻繁に共演しており、全国各地でジョイントコンサートを開催している。その際、コロッケは美川の恩人淡谷のり子になり天国からタクシーで降りてくる。
- コロッケがまだ少年時代だったころ、海援隊のライブに足げく通っていた。九州では地元バンドということもあり絶大な人気を誇っていたが、コロッケの地元熊本でのあるライブの日に武田と遭遇。武田は柱の陰から見るコロッケに戦慄が走り、「こいつは（金を）盗むな」と判断し、スタッフに「絶対見つけたらつまみ出してくれ」と懇願していた。その後、コロッケと武田が共演する日の楽屋で「武田さん。あの日柱の陰から見ていたのは僕です。」とカミングアウトされてびっくりしたという。
- 熊本地震の前震発生から2年となった2018年4月14日、コロッケは藤崎台県営野球場での福岡ソフトバンクホークス対千葉ロッテマリーンズ戦において始球式に登場予定だったが、雨天の影響で試合は中止となった。しかし、コロッケは自ら申し出て急遽グラウンドに現れ、松山千春や玉置浩二などのモノマネを披露。球場を盛り上げたことが話題となった[33][34]。
- 2021年2月16日、プロデュースを担ったコロッケ専門店「コロッケのころっ家」が東京・新小岩に開店した[35]。

## 出演

### テレビ番組
- お笑いスター誕生!!（日本テレビ）
- ものまね王座決定戦（1985年 - 1992年、フジテレビ）
- とびだせものまね大作戦（1981年 - 1983年、フジテレビ）
- クイズ・ドレミファドン! （フジテレビ） - 準レギュラー
- 世界の超豪華・珍品料理（フジテレビ） - 不定期出演
- 志村けんのだいじょうぶだぁ（フジテレビ） - 常連ゲスト
- やる気マンマン日曜日（毎日放送） - 常連ゲスト
- 面白スタジアム（1989年 - 1991年、日本テレビ）
- ものまね珍坊（1989年 - 1992年、フジテレビ）
- 木曜スペシャル　「決定版！！これが宜保愛子の霊能力だ！」（1991年7月4日、日本テレビ） - ゲスト
- 極楽スタジアム（1991年 - 1992年、日本テレビ）
- そんなコロッケな!?（1991年、TBS）
- コロッケ!!噂の芸能界（1992年、TBS）
- 大相似形テレビ（1992年、日本テレビ）
- 史上最高そっくり大賞（1993年 - 1994年、日本テレビ）
- キスした?SMAP（1994年 - 1995年、朝日放送）
- ものまねバトル（1994年 - 2009年、日本テレビ）
- THE夜もヒッパレ（日本テレビ） - 不定期出演
- タイムショック21（2000年10月 - 2002年6月、テレビ朝日） - 「コロッケpresentsパラレルワールド」間違い探しクイズの出題役でVTR出演。
- にっぽん愉快家族（2002年 - 2005年、NHK総合テレビ） - 華原朋美との共演
- 徳光&コロッケの“名曲の時間です”（2005年 - 2006年、テレビ東京） - 徳光和夫との共演
- マネードロー(2005年、NETCINEMA.TV)
- 秘密のケンミンSHOW（読売テレビ） - 不定期出演
- 日本史サスペンス劇場（2008年 - 2009年、日本テレビ） - 瓦版屋、リポーター役
- ものまねグランプリ（2009年 - 2022年、日本テレビ）
- 勝手にやってすみません!!〜コロッケのものまね30年〜（2010年12月27日、NHK総合テレビ） - NHKホールでの講演の模様を紹介しつつ、コロッケ本人と彼に真似された歌手たちへのインタビューも行っていた番組。
- くりぃむクイズ ミラクル9（テレビ朝日） - 不定期出演
- コロッケぱらだいす ごきげん歌謡笑劇団（2012年 - 2016年、NHK総合テレビ）
- コロッケ千夜一夜（2013年 - 2015年、BS日テレ）
- 水トク! 「極楽加藤のお節介な旅」（2015年8月19日、TBS）
- コロッケのよかもん珍道中（2022年10月13日 - 2023年1月26日、BSJapanext）- 旅番組

### テレビドラマ
- 土曜ワイド劇場「私が家政婦を殺した!」（1985年4月20日、朝日放送）
- スーパーポリス 第8話「暗闇でドッキリ 私は見た!」（1985年6月1日、TBS / 東映） - ジョニー江本
- 月曜ワイド劇場「ママ母VSママ娘、家出令嬢の課外授業 恋も別れももんじゃ焼!」（1986年8月4日、テレビ朝日 / 東宝）
- 水曜ドラマスペシャル「それゆけ孔雀警視」（1987年4月22日、TBS）
- 将軍家光忍び旅（1990年 - 1993年、テレビ朝日） - 新吉役
- キライじゃないぜ（1992年、TBS） - 才野重盛役
- 水戸黄門 第29部・第30部（2001年 - 2002年、TBS） - 素破の次郎坊役
- はぐれ刑事純情派「おふくろさん殺人事件!?モノマネが暴いた真犯人」（2003年8月20日、テレビ朝日） - 山田新一郎
- 篤姫（2008年、NHK総合テレビ） - 太助役
- 月曜ゴールデン「おんな風来マジシャン・マリコの殺人事件簿」（2010年2月8日、TBS）
- 世にも奇妙な物語「コインランドリー」（2020年11月14日、フジテレビ） - 清掃員役
- がんばれ!TEAM NACS episode5（2021年7月18日、WOWOW） - 本人 役[36]
- 警視庁捜査一課長season6 第3話（2022年4月28日、テレビ朝日） - 牛本猛造 役[37]

### ラジオ番組
- それ行け!HOMO LUDENS 金曜第1部「スペシャル・コロッケ“並”」（1988年 - 1990年、FM-NACK5）
- 歌謡ジャーナル（2005年 - 2006年、NHK-FM）
- ボイスパラダイス（2005年 - 2008年、NHK-FM）
- コロッケ・葉月パルのコロパルKiss （Kiss-FM KOBE）
- ラジオマンジャック！（2007年 - 2009年、NHK-FM）
- サタデーワイド 第2部「ラジオマンジャック」（2010年 - 2013年、NHK-FM）

### CM
- ファンタジーゾーンII オパオパの涙（1988年、サン電子） - 発売前の販促用チラシにもコロッケの似顔絵が記載されている。
- 日清食品 コーンチップス（1989年） - 最初に家の玄関から登場するが、その家の表札には本名の滝川と書かれている。
- こんがりコロッケ（1991年、明治製菓）
- 木下の介護（木下工務店） - 五木ひろしとの共演
- MALTS（サントリー） - 五木ひろし、薬丸裕英との共演
- おたからや 「おたコロ店長ご挨拶」編 ほか
- BOSS 「喝采」編（サントリー） - ミッツ・マングローブとの共演
- フェイスグループ 「フェイスが変わる」編
- HISモバイル ブランドアンバサダー（2023年6月 - ）[38]

ほか

### 映画
- 劇場版 家なき子（1994年）
- プロゴルファー織部金次郎3 飛べバーディー (1995年）- 新珠新三郎 役
- プロゴルファー織部金次郎4 シャンクシャンクシャンク (1997年）
- プロゴルファー織部金次郎5 愛しのロストボール (1998年）
- かあちゃん（2001年）- 左官風の男 役
- 同窓會（2004年）- 伊集院 役
- イントゥ・ザ・サン（2005年） - ナイトクラブのコメディアン 役
- デコトラの鷲 恋の花咲く清水港（2006年）- 山本長十郎 役
- デコトラの鷲（しゅう）　其の五　火の国熊本親子特急便（2008年）
- ゆずりは（2018年） - 主演・水島正二 役　※「滝川広志」名義
- 189（2021年） - 青島守 役　※「滝川広志」名義
- 京都カマロ探偵 (2022年)　- 秀丸 役

### アニメーション映画
- クレヨンしんちゃん バカうまっ!B級グルメサバイバル!! （2013年、東宝） - 下町コロッケどん役
- クレヨンしんちゃん ガチンコ!逆襲のロボとーちゃん（2014年、東宝） - 頑馬博士役
- ONE PIECE FILM GOLD （2016年、東映） - ジミー・マイヤーズ役、赤目フクロウ役（2役）[39]

### 吹き替え
- コイサンマン ※ビデオ「コロッケのものまね吹替版」、様々な有名人の物真似をして吹き替えている。

### MV
- ももいろクローバーZ「ザ・ゴールデン・ヒストリー」（2016年9月7日発売）[40]

### 舞台
- ご存知!夢芝居一座〜大笑い!さくら&まこと劇団 奮闘記〜（2006年10月2日 - 10月25日、帝国劇場） - 桂木まこと 役
- 大逆転！大江戸桜誉賑（2023年3月4日 - 3月28日）- 万吉 役
- 中村雅俊芸能生活50周年記念公演『どこへ時が流れても～俺たちのジュークボックス～』（2024年6月2日 - 18日、明治座） - 徳川竜馬 役[41][42]
- 大逆転！戦国武将誉賑（2025年9月20日 - 10月19日〈予定〉、明治座 / 11月8日 - 24日〈予定〉、大阪新歌舞伎座） - 豊臣秀吉 役[43][44]
- 松平健×コロッケ45周年特別公演（2026年1月10日 - 25日〈予定〉、明治座）[45]

### イメージキャラクター
- いーふらん（おたからや） - イメージキャラクターを務める[46]。

## ディスコグラフィ

### シングル
| No. | タイトル               | 発売日         | 作者                                                       | 収録曲                                                                         |
| --- | ---------------------- | -------------- | ---------------------------------------------------------- | ------------------------------------------------------------------------------ |
| 1   | だからダンシング       | 1981年6月5日   | 作詞：エメ 作曲：森誠 編曲：石井薫                         | 01. だからダンシング 02. 今夜はチョイトパラダイス                              |
| 2   | 故郷                   | 1988年12月4日  | 作詞：所ジョージ 作曲：所ジョージ 編曲：クニ河内           | 01. 故郷 02. 新自動車唱歌                                                      |
| 3   | I Panic〜君を探して〜  | 1990年5月9日   | 作詞：小室みつ子 作曲：木根尚登 編曲：和泉一弥             | 01. I Panic〜君を探して〜 02. Just A Lonely Man CROKET名義の作品               |
| 4   | 上野に5時半            | 1994年12月21日 | 作詞：SEON JUNIOR 作曲：金田一郎 編曲：金田一郎 / 丸山雅仁 | 01. 上野に5時半 02. 二人して東横線 千昌夫&コロッケ名義の作品                   |
| 5   | 雪が降ったよ新宿に     | 1996年6月24日  | 作詞：荒木とよひさ 作曲：荒木とよひさ 編曲：今泉敏郎       | 01. 雪が降ったよ新宿に 02. 金環蝕                                              |
| 6   | でもネかもネ…夢の中    | 1997年7月24日  | 作詞：荒木とよひさ 作曲：五木ひろし 編曲：伊戸のりお       | 01. でもネかもネ…夢の中 ゆかり&コロッケ名義の作品                              |
| 7   | 風船                   | 1998年6月24日  | 作詞：荒木とよひさ 作曲：近江孝彦 編曲：川村栄二           | 01. 風船 02. 毛糸                                                              |
| 8   | カラオケ必勝専歌       | 1998年10月21日 | 作詞：木下龍太郎 作曲：大本恭敬 編曲：伊戸のりお           | 01. カラオケ必勝専歌                                                           |
| 9   | ありがとね！           | 2003年10月22日 | 作詞：歌凛 作曲：馬飼野康二 編曲：馬飼野康二               | 01. ありがとね！ 02. heartにのせて 朋ちゃん&コロッケ名義の作品                 |
| 10  | 悲しくてやりきれない   | 2004年4月1日   | 作詞：サトウハチロー 作曲：加藤和彦 編曲：門司肇           | 01. 悲しくてやりきれない 02. 遠くへ行きたい 03. Goodbye Day 瀧川広志名義の作品 |
| 11  | 涙の隣りに座ってごらん | 2005年10月26日 | 作詞：荒木とよひさ 作曲：杉本眞人 編曲：矢野立美           | 01. 涙の隣りに座ってごらん 02. 金環蝕                                          |
| 12  | 心くばり               | 2009年6月3日   | 作詞：白鳥園枝 作曲：津軽けんじ 編曲：伊戸のりお           | 01. 心くばり 02. 憶い出のアカシア 03. さくらの花よ 泣きなさい                  |
| 13  | いのちの理由           | 2010年11月24日 | 作詞：さだまさし 作曲：さだまさし 編曲：渡辺俊幸           | 01. いのちの理由 02. さくらの花よ 泣きなさい                                   |
| 14  | ひだまりの喝采         | 2016年2月3日   | 作詞：秋浩二 作曲：秋浩二 編曲：松井タツオ                 | 01. ひだまりの喝采 02. 幸せの場所                                              |
| 15  | 楪〜ゆずりは           | 2018年6月13日  | 作詞：砂川風子 作曲：YAMA-CHANG 編曲：猪股義周             | 01. 楪〜ゆずりは 02. 人間って何だろう？                                        |

### 配信限定シングル
| 発売日         | タイトル   |
| -------------- | ---------- |
| 2023年11月23日 | コロパリピ |

### アルバム
| No. | タイトル                                   | 発売日        | 収録曲 |
| --- | ------------------------------------------ | ------------- | --- |
| 1   | 芸能生活20周年 コロッケベストヒット…かな？ | 2000年3月29日 | 01. 風船 02. 雪が降ったよ新宿に 03. I Panic〜君を探して〜 04. すずめの涙 05. でもネかもネ…夢の中 06. 金環触 07. 想いで迷子 08. Just A Lonely Man 09. 毛糸 10. 酒よ（ものまねバージョン）                                   |
| 2   | コロッケワールド 〜いのちの理由〜          | 2012年7月4日  | 01. いのちの理由 02. さくらの花よ 泣きなさい 03. 心くばり 04. 雪が降ったよ新宿に 05. 金環蝕 06. 涙の隣りに座ってごらん 07. 憶い出のアカシア 08. 悲しくてやりきれない 09. でもネかもネ…夢の中 10. 風船 11. カラオケ必勝専歌 |

### 参加作品
| 発売日        | タイトル                                                                           | 収録曲                                                                                         |
| ------------- | ---------------------------------------------------------------------------------- | ---------------------------------------------------------------------------------------------- |
| 2016年7月29日 | おてもTRIBE『サンバおてもやん2016』                                                | サンバおてもやん2016 feat. 水前寺 清子, コロッケ, ポチョムキン from 餓鬼レンジャー & 高良 健吾 |
| 2017年4月5日  | コロッケ, 益城町立飯野小学校4年生のみなさん & 入江浩子『にじ〜熊本応援バージョン』 |                                                                                                |
| 2021年4月28日 | くまモンダンス部『LOVE LOVEくまモン～happy rap～』                                 | LOVE LOVEくまモン～Happy rap～(熊本弁ver.)                                                     |

## 著書
- 『コロッケちょうだい！Mr.CROKET』（1991年11月、講談社、ISBN 4062056860）
- 『コロッケのおもしろ人間ウォッチング ほくほく！』（1994年8月、近代映画社、ISBN 4764817462）
- 『母さんの「あおいくま」』（2012年1月12日、新潮社、のち文庫
- 『マネる技術』（2014年6月19日、講談社+α新書、ISBN 978-4062728461）
- 『ものまね表情筋エステ』ダリア・ゴールド 監修. 双葉社, 2014.10
- 『ありがとうんぴ』副島直子共著, 寺島ゆか 絵. 文溪堂, 2018.9